# اس‌ام یو-۱۶۳
اس‌ام یو-۱۶۳ (به انگلیسی: SM U-163) یک زیردریایی بود که طول آن ۷۰٫۶۰ متر (۲۳۱٫۶ فوت) بود. این زیردریایی در سال ۱۹۱۸ ساخته شد.